# Serra de la Fontanella
La serra de la Fontanella és una alineació muntanyenca entre les poblacions de Banyeres de Mariola (l'Alcoià) i Biar (l'Alt Vinalopó), al País Valencià. Es tracta del sector més septentrional del conjunt de la serra d'Onil i arriba fins als 1.119 metres d'alçada al pic de la Penya de la Blasca.
La Fontanella s'estén de nord-est a sud-oest, seguint la directriu del sistema prebètic valencià i discorre paral·lela la serra d'Onil, només separada per una petita vall per la qual discorren la rambla del Pinar i el barranc de Pinarets. Pel nord es troba la vall de Biar per on discorre el riu Vinalopó. Al sud-oest Biar, que s'assenta entre les serres de la Fontanella i del Flare. En aquest punt la Fontanella convergeix amb els relleus de la serra del Reconco pel sud.
A més de la Penya de la Blasca (1.119 m), altres altures destacades són el Cabeç Gordo (1.062 m) o els Picatxos (1.019 m).